# William Plunket (1er baron Plunket)
William Conyngham Plunke (1er juillet 1764 - 5 janvier 1854) est un homme politique et un avocat irlandais. Il est Lord Chancelier d'Irlande entre 1830 et 1834, puis entre 1835 et 1841. 

## Jeunesse
Fils du pasteur presbytérien, le révérend Thomas Plunket de Dublin, et de son épouse Mary (née Conyngham) il est né à Enniskillen, dans le comté de Fermanagh, et étudie au Trinity College de Dublin. Après avoir obtenu son diplôme en 1784, il est admis à Lincoln's Inn et admis au barreau irlandais trois ans plus tard. 

## Carrière juridique et politique
Il est nommé conseiller du roi en 1795 et, trois ans plus tard, est élu à la Chambre des communes irlandaise en tant que député de Charlemont. Après l'Acte d'Union, il perd son siège et ne parvient pas à être élu à Westminster pour l'université de Dublin en 1802, mais il devient ensuite solliciteur général de l'Irlande en 1803, poste qu'il occupe pendant deux ans avant de devenir procureur général pour l'Irlande, encore une fois pour deux ans. Il est nommé membre du Conseil privé d'Irlande le 6 décembre 1805.
En janvier 1807, il est élu à la Chambre des communes britannique en tant que député whig de Midhurst, mais ne représente la circonscription pour seulement trois mois, mais il est ensuite réélu à la Chambre des communes en 1812 comme député de l'Université de Dublin, un siège qu'il occupe jusqu'en mai 1827.
En 1822, il est reconduit dans ses fonctions de procureur général d'Irlande parce que William Saurin (magistrat) (procureur général de 1807 à 1822) s'oppose implacablement à l'Émancipation des catholiques, ce que la Couronne accepte désormais. Contrairement à Saurin, Plunket soutient l'émancipation et travaille en harmonie raisonnable avec Daniel O'Connell pour le sécuriser.
En 1827, quittant son siège à la Chambre des communes, il est élevé à la pairie du Royaume-Uni sous le titre de baron Plunket, de Newton dans le comté de Cork et est nommé juge en chef des Irish Common Pleas.
Il est un défenseur de l'Émancipation des catholiques et exerce les fonctions de Lord Chancelier d'Irlande de 1830 à 1841, avec une brève interruption au moment où les conservateurs sont au pouvoir entre 1834 et 1835. Il est contraint à la retraite pour permettre à Sir John Campbell de prendre ses fonctions.

## Famille
Il est marié à Catherine MacCausland, fille de John MacCausland (parlementaire irlandais) de Strabane et à Elizabeth Span, fille du révérend William Span de Ballmacove, comté de Donegal. Leur fils Thomas Plunket (2e baron Plunket) devient évêque de Tuam, Killala et Achonry de l'Église d'Irlande. La fille aînée de Thomas, Katherine Plunket (1820-1932), établit le record de longévité en Irlande. Leurs autres enfants sont Patrick (décédé en 1859) et Robert (doyen de Tuam à partir de 1850), ainsi qu'une fille, Louisa. À Dublin, il est membre du Daly's Club. Il meurt en janvier 1854, à l'âge de 89 ans, dans sa maison de campagne, Old Connaught, près de Bray, dans le comté de Wicklow. Son fils aîné, Thomas, lui succède comme baron.
Il vivait dans un grand confort. Walter Scott, qui lui a rendu visite à Old Connaught, laisse un hommage élogieux au charme et à l'hospitalité de Plunket, ainsi qu'à l'excellence de sa nourriture et de son vin.